# Гладкошёрстный фокстерьер
Гладкошёрстный фокстерьер (англ. smooth fox terrier) — порода охотничьих норных собак семейства терьеров, выведенная в Великобритании. Имеет разное происхождение с жесткошёрстным фокстерьером. Используется для добычи лисицы, енотовидной собаки и барсука, а также для борьбы с грызунами.

## История породы
Первые сведения о предках фокстерьера датируются 55 годом до нашей эры, когда прибывшие на Британские острова римские завоеватели обнаружили там небольшого размера собак, добывающих дичь в норах. Гладкошёрстные фокстерьеры известны как минимум с XVIII века, о чём свидетельствуют иллюстрации в старинных охотничьих книгах. На картине, написанной в 1790 году английским художником Соури Гилпином, изображена собака этой породы по кличке Питч.

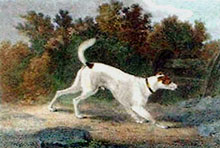
Гладкошёрстный фокстерьер Питч на картине С. Гилпина, 1790 г.

На основании исследований истории возникновения и развития фокстерьеров, проведённых учёными, был сделан вывод, что гладкошёрстный фокстерьер и жесткошёрстный фокстерьер — разные по происхождению породы. Если первый является прямым потомком староанглийского чёрно-подпалого терьера с добавлением крови бигля, бультерьера и грейхаунда, то второй стал результатом гораздо позднего скрещивания вельштерьеров и других жесткошёрстных английских терьеров с небольшим прилитием кровей гладкошёрстных фокстерьеров для достижения более светлого окраса.
В конце 1850-х годов первые фокстерьеры появились в России, где одним из первых почитателей породы был князь Борис Дмитриевич Голицын. В 1860-е годы порода была известна во Франции, Италии и Голландии, а к 1880-м годам получила признание в Германии и Норвегии. На австралийский континент первый гладкошёрстный фокстерьер попал в 1868 году, где через 10 лет в Мельбурне был основан клуб любителей этой породы. Подобный клуб был организован в 1885 году в Соединённых Штатах Америки.
В 1875 году порода была признана Английским клубом собаководства (официальный стандарт утверждён спустя год) и называлась фокстерьер. Под названием гладкошёрстный фокстерьер она стала впервые фигурировать в племенной книге клуба в 1883 году. В 1885 году порода зарегистрирована Американским клубом собаководства (AKC), а в 1912 году — американским Объединённым клубом собаководства (UKC).
Несмотря на то, что в течение многих лет гладкошёрстный и жесткошёрстный фокстерьер считались одной породой, скрещивать их перестали в начале 1900-х годов. В 1993 году гладкошёрстный фокстерьер признан Международной кинологической федерацией и отнесён к группе терьеров, секции крупных и средних терьеров.
Среди известных представителей породы — фокстерьер адмирала Ричарда Бэрда по кличке Иглу, который в 1928—1930 гг. сопровождал своего хозяина в антарктической экспедиции на шельфовый ледник Росса, став единственной собакой, побывавшей в столь экстремальных климатических условиях.

## Внешний вид

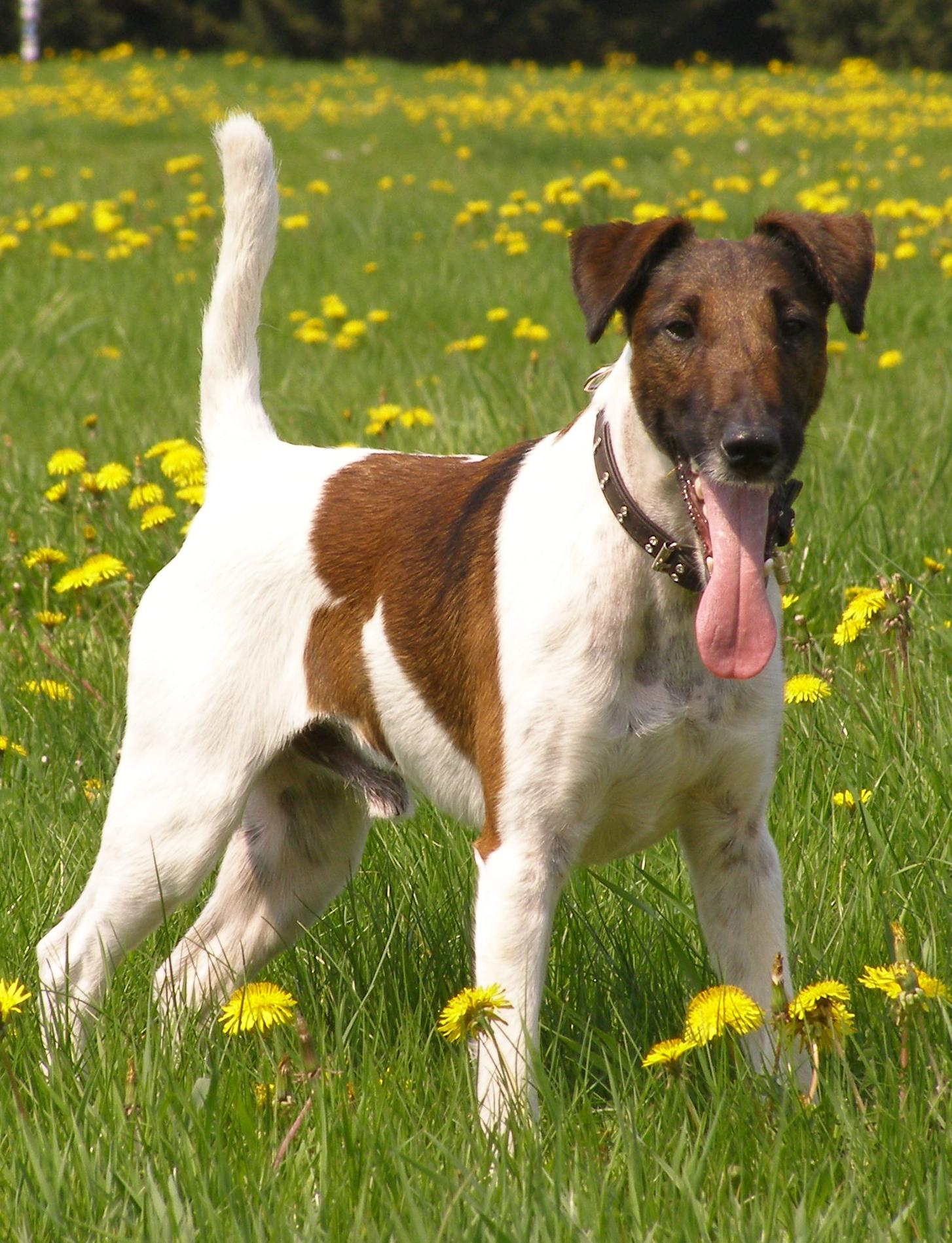

Активная, весёлая, подвижная, сильная собака крепкого телосложения при достаточно небольшом размере, без признаков грубости и неуклюжести.
Лоб плоский, умеренно узкий, постепенно сужается к глазам. Переход ото лба к морде слегка выражен. Мочка носа чёрная. Глаза тёмные, не крупные, не выпуклые, с живым и смышлёным выражением. Уши V-образные со сгибом выше уровня черепа, свисают вперёд и прилегают к вискам. Челюсти крепкие, прикус ножницеобразный.
Шея сухая, мускулистая, без подвеса. Грудь глубокая, не широкая, рёбра в её передней части умеренно изогнуты. Хвост раньше обычно купировался, является ярким показателем темперамента собаки: опущенный — первый признак не свойственным породе робости и скуки, а лежачий на спине «беличий» хвост — серьёзный недостаток, нарушающий общий контур и баланс. Также нежелателен отклонённый назад, выходящий за силуэт хвост. Купированный хвост крепкий, посажен достаточно высоко и держится энергично, но не закручен и не закинут на спину. В отличие от него, некупированный хвост более прямой и придаёт собаке сбалансированность.
Передние конечности прямые при осмотре под любым углом, с едва заметным или совсем незаметным переходом к пястям. Задние конечности сильные, мускулистые. Лапы круглые и компактные, пальцы в меру сводистые, подушечки твёрдые и упругие.
Шерсть прямая, плотная, гладкая, густая и обильная, чуть короче на животе и внутренней стороне бёдер, но не образует залысин. Окрас может быть полностью белым, белым с рыжими отметинами, белым с чёрными и рыжими отметинами, или белым с чёрными отметинами, при этом белый цвет всегда преобладающий. Тигровые, красные или печёночного оттенка отметины крайне нежелательны.
Высота в холке кобелей обычно не превышает 39 см, суки чуть ниже. Вес кобелей — от 7,5 до 8 кг, сук — от 7 до 7,5 кг.

## Темперамент
Бдительная, проворная, отважная, настойчивая и злобная к зверю собака. По своей природе — оптимист, и всегда пребывает в хорошем настроении. Благодаря своей ловкости способна успешно выступать в состязаниях по аджилити и дог-фризби. Может агрессивно относиться к животным и другим собакам, но с людьми ласкова. В позе ощущается постоянное напряжение. Грамотно воспитанный фокстерьер — послушная собака, однако если предоставить ему полную свободу, то существует большая вероятность, что он станет бродягой и забиякой. Хорошо ладит с детьми и с интересом принимает участие в активных играх, а игры для него — одно из главных наслаждений. С удовольствием знакомится с друзьями хозяина, но недоверчив в отношении подозрительных для него людей и может проявить агрессию. Фокстерьер должен быть полноправным членом семьи, быть в курсе всего происходящего вокруг, и будет с уважением и любовью относиться только к готовому понимать и уважать его интересы владельцу.

## Здоровье
Большинство фокстерьеров относятся к числу здоровых собак и сохраняют активность до 10 и более лет при средней продолжительности жизни 12—15 лет. Среди генетических возможны заболевания:
- пищеварительной системы (пониженная подвижность пищевода, ахалазия кардии);
- раковые (гистиоцитоз, саркома молочной железы);
- эндокринной системы (зоб, гипотиреоз);
- органов слуха и равновесия (глухота, расстройства вестибулярного аппарата);
- сердечно-сосудистой системы (эндокардит, дивертикул пищевода, стеноз устья легочной артерии, стеноз устья аорты, тетрада Фалло, дефект межжелудочковой перегородки);
- иммунной системы (атопический дерматит, дефект Т-клеток);
- кожи и слизистых оболочек (контактный дерматит, паховая и пупочная грыжа, себорейный аденит);
- печени и поджелудочной железы (медный токсикоз);
- мышечной системы (судороги (крампи) скотчтерьеров);
- нервной системы (дегенерация мозжечка, гипоплазия червя мозжечка, врождённый бульбоспинальный паралич, эпилепсия, наследственная атаксия, лиссэнцефалия, спинально-мышечная атрофия);
- глаз (витреоретинальная дисплазия, дистрофия роговицы, эрозия радужки, дистрихиазис, заворот века, узкоугольная глаукома, вывих хрусталика, персистирующая зрачковая перепонка, прогрессирующая атрофия сетчатки, трихиазис);
- репродуктивной системы (крипторхизм, гипоспадия);
- скелета (ограниченный кальциноз, заячья губа/волчья пасть, дисплазия тазобедренного сустава, болезнь Легга — Пертеса, вывих коленной чашечки, вывих плечевого сустава, олигодонтия, остеохондроз позвоночника, недокус и перекус, преждевременное закрытие эпифизов локтевых костей и лучевых костей, спондилолистез шейного отдела позвоночника);
- мочевыводящей системы (эктопия мочеточников).

## Содержание и уход
Гладкошёрстный фокстерьер универсален и подходит как для рабочего использования, так и в качестве домашнего питомца в городской квартире. Его яркий темперамент, инстинкт охотника и чуткость сторожа будут по нраву владельцам, живущим за городом. Уход за шерстью сводится к еженедельному расчёсыванию щёткой или расчёской и нечастому мытью. Кроме того, их жёсткие быстро растущие когти нужно регулярно подрезать, чтобы избежать разрастания, расщепления и растрескивания. Также следует чистить собаке зубы и проверять уши на наличие выделений и грязи, которые могут привести к инфекции.